# Felix Dauge

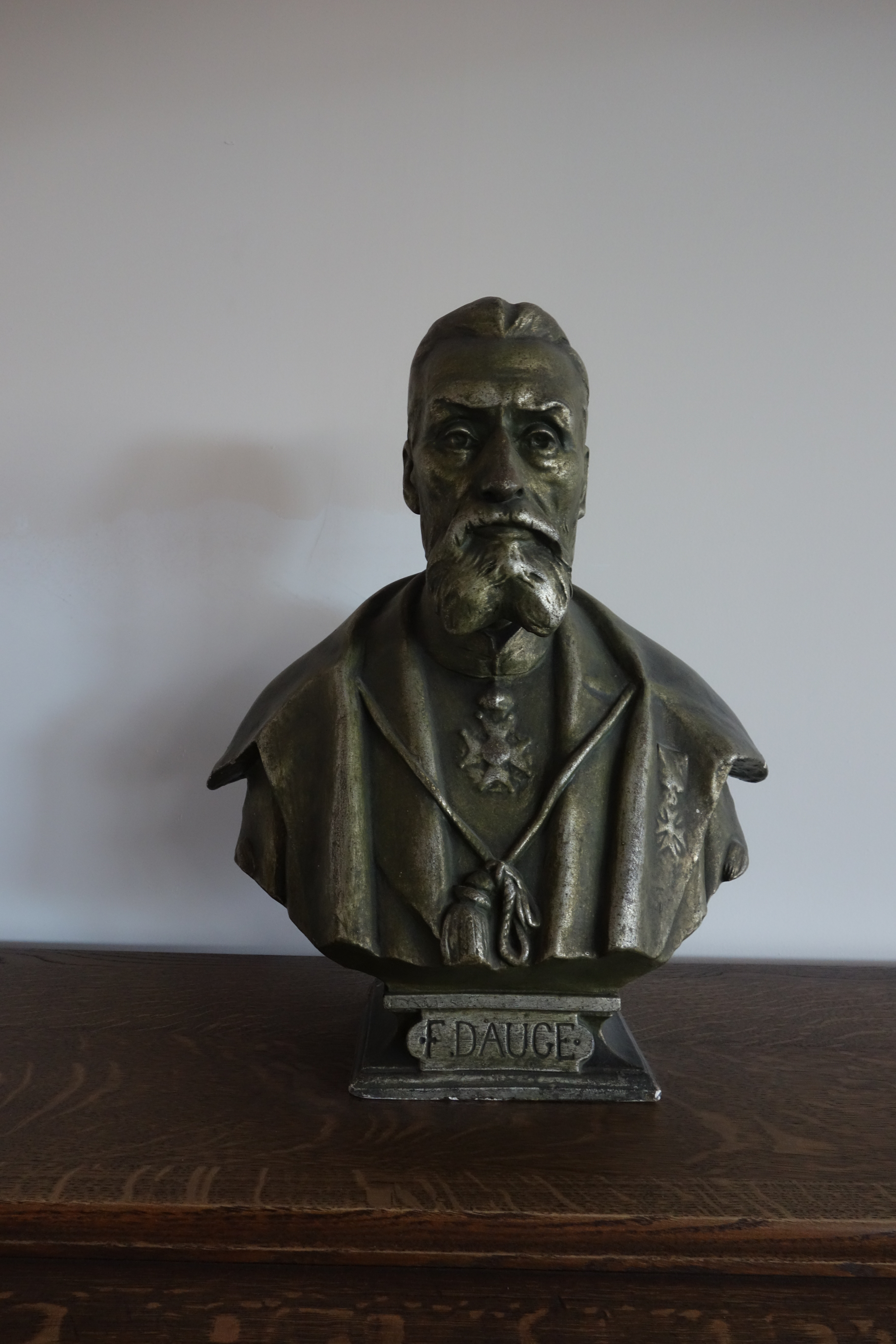
Buste van Dauge in Gent

Felix Dauge (Brussel, 24 mei 1829 - Gent, 23 juli 1899) was een Belgisch liberaal politicus en hoogleraar aan de Gentse universiteit.

## Levensloop
Na ingenieursstudies doceerde Felix Dauge als hoogleraar aan de Gentse universiteit. Hij werd ook decaan van de faculteit Wetenschappen.
Hij zetelde als liberaal in de Gentse gemeenteraad en werd in 1882 schepen van Onderwijs. Tot bij zijn ontslag om gezondheidsredenen in 1889 zette hij zich in voor het openbaar onderwijs. Onder zijn bestuur openden onder meer de Andriesschool en het Institut de Kerchove, en werden negen lagere scholen gebouwd of uitgebreid.
Hij was de vader van Eugène Dauge, eveneens gemeenteraadslid in Gent, professor handelsrecht en decaan van de faculteit rechten.